# Cébazan
Cébazan – miejscowość i gmina we Francji, w regionie Oksytania, w departamencie Hérault.
Według danych na rok 1990 gminę zamieszkiwało 377 osób, a gęstość zaludnienia wynosiła 29 osób/km² (wśród 1545 gmin Langwedocji-Roussillon Cébazan plasuje się na 579. miejscu pod względem liczby ludności, natomiast pod względem powierzchni na miejscu 604.).